# Petit canon perpétuel
Petit canon perpétuel is een kortdurende compositie van Albert Roussel voor piano solo. Het is een canon die keer op keer gespeeld kan worden. Bij een herhaling van het gehele stuk een octaaf hoger gespeeld worden. De pianist moet het dan zo vaak herhalen, zolang het bereik van de piano het toestaat. Eeuwig (perpétuel) is het dus niet. Het was een gelegenheidswerkje van de componist, vandaar dat een opusnummer ontbreekt. Alhoewel in 1912 of 1913 op papier gezet, werd het pas in 1948 postuum uitgegeven.